# Scampagnata
Scampagnata (Orphans' Picnic) è un film del 1936 diretto da Ben Sharpsteen. È un cortometraggio d'animazione della serie Mickey Mouse, distribuito negli Stati Uniti dalla United Artists il 15 febbraio 1936. A partire dagli anni novanta è più noto col titolo Picnic per gli orfanelli.

## Trama
Topolino e Paperino portano un carico di topolini orfani a un picnic nel parco. Mentre Topolino gioca a mosca cieca con un gruppo di bambini, gli altri si divertono a tormentare Paperino, prima rubandogli il cibo, poi dandogli un fiore con un'ape all'interno (Paperino alla fine viene inseguito da tutto l'alveare) e, infine, un panino con dentro un'altra ape.

## Distribuzione

### Edizione italiana
Il film fu distribuito in Italia nel 1937 in lingua originale. L'unico doppiaggio italiano conosciuto è quello realizzato dalla Royfilm per la VHS numero 11 della serie VideoParade uscita nell'ottobre 1993 e utilizzato in tutte le successive occasioni. Non essendo stata registrata una colonna internazionale, nelle scene di dialogo la musica è sostituita da una versione sintetizzata.

### Edizioni home video

#### VHS
America del Nord
- The Spirit of Mickey (14 luglio 1997)

Italia
- VideoParade n. 11 (ottobre 1993)[3]

#### DVD
Una volta restaurato, il cortometraggio fu distribuito in DVD nel primo disco della raccolta Topolino star a colori, facente parte della collana Walt Disney Treasures e uscita in America del Nord il 4 dicembre 2001 e in Italia il 21 aprile 2004.